# 大森村 (富山県)
大森村（おおもりむら）は、かつて富山県中新川郡にあった村。

## 沿革
- 1889年（明治22年）4月1日 - 町村制の施行により、上新川郡西大森村、東大森村、半屋村、高原八ツ屋村、高荒屋村、三ツ塚新村、泊新村及び蔵本新村の区域をもって、上新川郡大森村が発足する。西大森の旧小学校内に村役場を置く[3][4]。
- 1893年（明治26年）頃 - 村役場を西大森永昌寺に移転[3]。
- 1896年（明治29年）3月29日 - 郡制の施行のため、上新川郡の区域から分立して、中新川郡が発足により、中新川郡に所属となる。
- 1908年（明治41年）11月 - 村役場を小学校旧校舎の一隅に移転[3]。
- 1937年（昭和12年）12月 - 村役場を産業組合事務所に移転[3]。
- 1942年（昭和17年）6月8日 - 中新川郡五百石町、大森村、下段村及び高野村が合併して、中新川郡雄山町が発足する。

## 歴代村長
出典→
1. 增田茂助（1889年5月25日 - 1892年6月）
2. 菅原滋治（1892年4月18日 - 1893年12月31日）
3. 榊森九郎三郎（1894年1月10日 - 1898年2月3日）
4. 榊森九郎三郎（1898年2月3日 - 1902年2月5日）
5. 安川五郎左衛門（1906年1月8日 - 1910年1月7日）
6. 安川五郎左衛門（1910年1月8日 - 1911年12月23日）
7. 藤城喜左衛門（1912年1月10日 - 1912年8月11日死亡）
8. 森本豊（1912年9月4日 - 1916年1月5日）
9. 安川五郎左衛門（1916年2月4日 - 1920年2月3日）
10. 安川五郎左衛門（1920年2月4日 - 1924年2月3日）
11. 安川五郎左衛門（1924年2月4日 - 1928年2月3日）
12. 安川五郎左衛門（1928年2月3日 - 1932年2月3日）
13. 安川五郎左衛門（1932年2月3日 - 1936年2月3日）
14. 安川五郎左衛門（1936年2月4日 - 1940年2月3日）
15. 安川五郎左衛門（1940年2月5日 - 不詳）
16. 北村伝吉（不詳）
17. 北村伝吉（不詳）